# One of the Boys (canção)
"One of the Boys" é uma canção pop e pop-rock da cantora e compositora estadunidense Katy Perry, para seu primeiro álbum de estúdio de música pop, One of the Boys. A canção entrou na parada da Australia em 18 de novembro de 2008 onde permaneceu por duas semanas.

## Composição
"One of the Boys" é uma canção pop-rock, sendo que, diferente dos dois primeiros singles do álbum não toma um rumo dance-pop, durando quatro minutos e nove segundos, estando situada no compasso de tempo comum, com um ritmo moderado de 100 batimentos por minuto. Composta somente por Katy Perry, a canção foi produzida por Butch Walker, músico estadunidense responsável por trabalhar nos álbuns A Little More Personal (Raw) da estadunidense Lindsay Lohan, I'm Not Dead de P!nk, Still Not Getting Any... de Simple Plan além dos três últimos álbums da da cantora canadense Avril Lavigne, Under My Skin, The Best Damn Thing e Goodbye Lullaby. Liricamente a canção fala de uma garota com modos socialmente masculinos, sendo anti-feminismo em partes quando canta "Pois eu posso arrotar o alfabeto, eu escolhi guitarra invés de ballet", porém mostrando que, ao se apaixonar, toda menina tem seu lado feminino "Então eu não quero ser um dos garotos, me dê a chance de provar pra você hoje à noite que eu só quero ser uma das garotas".

## Desempenho gráfico
Na Australia, a canção homônia ao álbum, "One of the Boys", debutou na posição quarenta na parada musical Australian Singles Chart, pertencente a ARIA, em 18 de novembro de 2008 onde permaneceu por duas semanas.
| Parada           | Maior posição |
| ---------------- | ------------- |
| Austrália (ARIA) | 40            |

| País             | Certificações |
| ---------------- | ------------- |
| Austrália — ARIA | Ouro          |
| Brasil — ABPD    | Platina       |